# Veine thoraco-acromiale
 (octobre 2022).
La veine thoraco-acromiale (ou veine acromio-thoracique) est une veine du bras.

## Trajet
La veine thoraco-acromiale est satellite de l'artère thoraco-acromiale.
Elle se jette dans le segment terminal de la veine céphalique.